# 高擎洲
高擎洲（1920年12月4日—2006年1月14日），男，山东临沂人，中国现代文学研究专家，辽宁大学教授。

## 生平
1920年12月4日出生于山东临沂册山乡石杭岭村。1936年考入临沂师范学校。1937年七七事变发生后，随学校向大后方流亡，考入四川国立第六中学继续学业。1943年考入四川三台国立东北大学文学院中国语言文学系，师从高亨、陆侃如、冯沅君、金景芳、丁易、姚雪垠等先生。1947年毕业后，在辽宁黑山中学任教。1949年调至营口联合中学任教。1951年夏，任辽东师范专科学校中文科主任，讲授中国现代文学、文艺理论等课程。1953年调至沈阳师范学院，1956年升任中文系副主任。1958年至1983年，任辽宁大学中文系副主任。1960年晋升副教授。1980年晋升教授。
1956年参加中国民主同盟。1957年后，担任沈阳市民盟副主任委员。曾任民盟中央第六、七届常务委员，民盟辽宁省第八、九届委员会主任委员，民盟辽宁省委名誉主任委员。辽宁省人大第六、七届常务委员，省人大法制委员会委员，第六、七届辽宁省政协副主席，第七、八届全国政协委员。
2006年1月14日凌晨1时55分逝世，享年86岁。

## 作品
《现代派文学在中国》《旧云新影：中国现代文学论集》。